# Leka Zogu (rojen 1982)
Leka Zogu (polno ime: Leka Anwar Reza Baudouin Msiziwe Zogu), albanski politik in plemič, * 26. marec 1982, Johannesburg, Južna Afrika.
Ob njegovem rojstvu je južnoafriška vlada po ukazu premierja Pietra Willema Botha njegovo porodnišnico razglasila za eksteritorialno ozemlje, da bi zagotovila, da se Leka rodi na albanskih tleh. Leka je edinec albanskega princa Leke in njegove žene princese Suzane ter edini vnuk albanskega kralja Zoga I.
Zogu je delal kot uradnik na notranjem in zunanjem ministrstvu države. Od leta 2012 do 2013 je bil tudi politični svetovalec albanskega predsednika.
Maja 2010 se je zaročil z albansko igralko in pevko Elio Zahario.. Poročila sta se 8. oktobra 2016 v Tirani, januarja 2024 pa sta izjavila, da se ločujeta.

## Zgodnje življenje
Zogu je sin pretendenta albanskega prestola Leke, in princese Suzane.
Ime je dobil v čast egipčanskega predsednika Anwarja El Sadata, svojega dedka kralja Zoga I., iranskega šaha Mohameda Reze in belgijskega kralja Baudouina I. Msiziwe je zulujski izraz, ki pomeni 'tisti, ki je prejel pomoč'. Leka je član rodbine Zogu.
Izobraževal se je v Južni Afriki na Kolegiju Sv. Petra v Johannesburgu ter v Združenem kraljestvu na Kraljevi vojaški akademiji Sandhurst, kjer je bil razglašen za najboljšega tujega študenta akademije, ob čemer mu je čestital albanski obrambni minister. Šolal se je tudi na vojaški akademiji Skenderbeg v Albaniji, na Università per Stranieri v Perugii, kjer je študiral italijanski jezik, ter na Kosovu, kjer je študiral mednarodne odnose.
Zogu prebiva v Tirani. Govori albansko, angleško, nekaj zulujščine in italijanščino. Je lastnik psov boksarjev, zanima pa se za borilne veščine, odbojko in plavanje. Obožuje divje živali. Udejstvoval se je tudi v plezanju, spuščanju po vrvi in lokostrelstvu.
5. aprila 2004 je v imenu svoje pokojne babice, kraljice Geraldine, sprejel medaljo Matere Tereze za njena humanitarna prizadevanja.
Znan je kot zagovornik neodvisnosti Kosova od Srbije in ima tesne vezi s kosovskim vodstvom v Prištini. Zogu je ustanovil mladinsko vodstvo Gibanja za nacionalni razvoj, ki ga je leta 2005 ustanovil njegov oče, da bi spremenil politično podobo Albanije. 24. junija 2010 je odkril modro ploščo na hiši Parmoor v Buckinghamshiru, ki je bila dom kralja Zoga med njegovim vojnim izgnanstvom.

## Javna služba
Zunanji minister Lulzim Basha je 21. avgusta 2007 sporočil, da je bil na njegovo mesto imenovan Zogu. Slednji je nameraval nadaljevati kariero v diplomaciji. Po treh letih je bil premeščen v urad ministra za notranje zadeve, po izvolitvi Bujarja Nishanija za predsednika leta 2012 pa je bil imenovan za političnega svetovalca predsednika.
Leka je kandidiral na albanskih predsedniških volitvah leta 2022, čeprav je položaj na koncu pripadel Bajramu Begaju.

## Zasebno življenje
Zogu je v Parizu spoznal Elia Zahario,s katero sta se zaročila maja 2010. Kot partnerka ga je spremljala na večini njegovih obiskov in srečanj s člani kraljevih družin. Bila je tudi vodja fundacije kraljice Geraldine, humanitarne, dobrodelne in neprofitne organizacija, ki jo je ustanovil kraljevi dvor. Cilj fundacije je biti blizu albanskim družinam, ki potrebujejo pomoč in otrokom, ki potrebujejo varstvo. Fundacija je obnovila je številne šole in vrtce v severni Albaniji, zlasti v okrožju Mat, od koder prihaja družina Zogu.
27. marca 2016 je Skënder Zogu, član družine Zogu, naznanil, da se bo par poročil 8. oktobra 2016 v kraljevi palači v Tirani.
Na parovi uradni Instagram strani je bilo 17. januarja 2024 objavljeno, da se bosta princ Leka in Elia sporazumno ločila, saj njun zakon ne deluje več. Leka je načrte za ločitev potrdil dva dni pred tem tudi na svoji osebni strani na Instagramu.

### Poroka
Zogu in Elia Zaharia sta se poročila 8. oktobra 2016 v Tirani. Slovesnost je bila delno uradna slovesnost, ki je potekala v Tirani v kraljevi palači, s številnimi gosti, vključno s člani drugih plemiških in kraljevih družin. Dogodek je bil civilna poroka, ki jo je vodil župan Tirane Erion Veliaj. Blagoslov je podelilo pet verskih voditeljev Albanije, ki so zastopali sunitski islam, bektaši, ter krščanskih tradicij pravoslavja, katolicizma in protestantstva. Ta tradicija albanske kraljeve družine je del tradicije verske tolerance v Albaniji.
Med poročnimi gosti so bili prijatelji in sorodniki z vsega sveta, vključno s sorodniki Zogujeve matere iz Avstralije. Med gosti so bili tudi člani drugih kraljevih družin iz sosednjih držav in širše. Med njimi so bili španska kraljica Sofija ter kentska princ Michael in princesa Marie-Christine. Princ Michael Kentski je bratranec kraljice Elizabete II., njegova žena princesa Marie-Christine Kentska pa je v sorodu s princem Leko preko svoje matere, grofice Marianne Szapáry, ki je bila sestrična v petem kolenu kraljice Geraldine in je bila družica na njeni poroki s kraljem. Zogom leta 1938. Drugi kraljevi gostje so bili iranska cesarica Farah, jugoslovanski prestolonaslednik Aleksander s soprogo, romunska prestolonaslednica Margareta in romunski princ Radu, črnogorski princ Nikola, luksemburški princ Guillaume s princeso Sibillo, priski princ Georg Friedrich, belgijska princesa Léa, drug člani kraljevih družin Rusije, Liechtensteina, Romunije, Grčije, Gruzije, Maroka in člani drugih plemiških družin. Slovesnosti so se udeležili tudi državni voditelji Albanije.

### Otroci
Elia je v porodnišnici kraljice Geraldine v Tirani rodila hčerko na 18. obletnico smrti Lekove babice kraljice Geraldine, 22. oktobra 2020. Hčerka je v čast slednje prejela ime Geraldine. 28. januarja 2023, na dan njenega krsta, je bilo za njeno polno ime določeno Geraldine Sibilla Francesca Susan Marie, njena botra pa sta princesa Sibilla Luksemburška in družinski prijatelj Thomas Frashëri.

## Časti in nagrade

### Časti

#### Državne dinastične časti
- Rodbina Zogu: Suvereni vitez ovratnika kraljevega reda Albanije[20]
- Rodbina Zogu: Suvereni vitez velikega križa reda zvestobe[20]
- Rodbina Zogu: suvereni vitez velikega križa reda Skenderbega[20][21]
- Rodbina Zogu: Suveren malteškega viteškega reda in medalje poguma[22]

#### Tuje časti
- Italijanska kraljeva družina: Vitez velikega križa kraljevega reda svetega Mavricija in Lazarja[23]
- Kraljeva družina dveh Sicilij: Vitez velikega križa kraljevega reda Franca I.[24]
- Ruska carska družina: Vitez velikega križa reda svetega Andreja[25]
- Gasanidska kraljeva družina: Vitez velikega ovratnika konjeniškega reda nadangela Mihaela[26]
- Suvereni malteški viteški red: Vitez velikega križa reda za zasluge[27]

### Nagrade
- Albanija – Častni meščan Burrela (2012)
- Albanija – Častni občan občine Bërdicë (2012)
- ZDA – Mestni ključ New Orleansa (2011)
- ZDA – Častni župan mesta Baton Rouge